# Касьянов, Александр Александрович (композитор)
Алекса́ндр Алекса́ндрович Касья́нов (1891—1982) — советский российский композитор, дирижёр, пианист, педагог, общественный деятель. Народный артист СССР (1971).

## Биография
Родился 17 (29) августа 1891 года (по другим источникам — 18 (30) августа 1891 года) в селе Болобоново (ныне — в Пильнинском районе Нижегородской области, Россия), в родовом поместье семьи потомственного дворянина.
Отец Александр Егорович сделал карьеру от сына крестьянина-однодворца Орловской губернии до заместителя министра земледелия, действительного статского советника, получил потомственное дворянство. Мать Надежда Васильевна — двоюродная сестра Александра, Сергея и Бориса Ляпуновых.
Родственниками Касьяновых были семьи физиолога И. М. Сеченова, кораблестроителя А. Н. Крылова, врача В. П. Филатова. Все они жили в одной местности в своих имениях на границе Симбирской и Нижегородской губерний.
Окончил в Нижнем Новгороде мужскую гимназию и музыкальную школу В. М. Цареградского. В 1917 году окончил Петроградскую консерваторию по классу теории композиции под руководством Н. А. Соколова, затем на высшем курсе (при консерватории) занимался по классу фортепиано у своего дяди С. М. Ляпунова. В юности пользовался консультациями М. А. Балакирева и А. К. Глазунова.
В 1918 году, после окончания консерватории вернулся в Нижний Новгород.
В январе 1919 года коллектив нижегородского симфонического оркестра избрал его дирижёром. В 1920-е годы руководил музыкальной самодеятельностью, работал консультантом и лектором в клубах, дирижёром симфонических концертов, писал музыку для спектаклей, сочинял песни, романсы.
Принял деятельное участие в организации Народной консерватории, которую открыли к 1-й годовщине Октября. В 1918—1921 годах —
преподаватель Народной консерватории, преобразованной в Нижегородский музыкальный техникум. В 1921—1924 годах — директор, в 1926—1931 — преподаватель музыкального техникума (ныне Нижегородское музыкальное училище им. М. А. Балакирева).
В 1922 году составлял программы музыкальных передач и выступал в качестве пианиста в концертах, организованных Нижегородской радиолабораторией, основанной М. А. Бонч-Бруевичем, руководил первым в России радиоконцертом из Нижнего Новгорода. Сотрудничал с Радиоцентром (1930—1941), до 1936 года был его постоянным композитором.
С 1924 по 1949 год заведовал музыкальной частью 1-го Государственного театра Нижнего Новгорода (ныне Нижегородский государственный академический театр драмы имени М. Горького).
Дворянское прошлое существенно влияло на отношение советской власти к семье Касьяновых. В 1905 году был арестован отец композитора, а в 1924 году был арестован и он сам, отбывавший срок в Бутырской тюрьме. В 1929 году второй раз арестован и расстрелян герой Первой мировой войны брат Василий, арестован второй раз и в 1938 году умер в тюрьме брат Юрий, эмигрировал старший брат Сергей (полковник Деникинской армии).
В 1935 году получил заказ написать оперу «на волжский сюжет» для открывшегося Горьковского театра оперы и балета (ныне Нижегородский государственный академический театр оперы и балета имени А. С. Пушкина). Премьера оперы «Степан Разин» (либретто Нила Бирюкова) состоялась в 1939 году.
В 1946 году композитору было предложено участвовать в конкурсе на сочинение гимна РСФСР. В конкурсе среди прочих принимали участие С. С. Прокофьев, Д. Д. Шостакович, Д. Б. Кабалевский. Участник этого события Д. Р. Рогаль-Левицкий отмечал, что «при первом же прослушивании стало ясно, что из всех четырёх гимнов наиболее добротным мог оказаться гимн Касьянова», однако решение по конкурсу так и не было принято.
С 1951 года преподавал теоретические предметы в Горьковской консерватории (ныне Нижегородская государственная консерватория имени М. И. Глинки) (с 1957 — профессор).
В 1951 году принимал активное участие в создании Горьковского отделения Союза композиторов СССР и до 1962 года был председателем его правления. Член правления СК СССР (1948—1962).
В 1956 году в Новосибирске на премьере своей оперы «Ермак» простудился и получил осложнение на уши, в 1962 году потерял слух, который не восстановился до конца жизни.
В 1958 году участвовал в конкурсе на создание Государственного гимна СССР.
В 1967 году вернулся к творчеству после тяжёлой болезни.
Умер 13 февраля 1982 года в Горьком (ныне Нижний Новгород). Похоронен на Красном (Бугровском) кладбище. В 2023 году захоронение было благоустроено

## Награды и звания
- Заслуженный деятель искусств РСФСР (1946)
- Народный артист РСФСР (1957)
- Народный артист СССР (1971)
- Государственная премия РСФСР имени М. И. Глинки (1976) — за оперы «Степан Разин» (1939), «Фома Гордеев» (1946)
- Орден Ленина (1967)
- Орден Октябрьской Революции (1981)
- Орден Трудового Красного Знамени (1961)
- Медаль «За доблестный труд в Великой Отечественной войне 1941—1945 гг.»
- Почётный гражданин города Горького (1977)

## Творчество
В творчестве широко использовал интонации волжского песенного фольклора. Мастер хорового письма.

### Оперы
- «Иола» (1923), «Степан Разин» (1939; 2-я редакция, 1953; 3-я редакция, 1977, поставлена в Большом театре), «Партизанка» (1941), «Фома Гордеев» (1946; 2-я редакция, 1966; поставлена на сцене Кремлёвского театра в Москве), «На дальнем Севере» (1947), «Ермак» (1957).

### Симфонические произведения
- «Симфоническое аллегро», «Военный марш на темы русских песен» (1946), «Увертюра на русские темы» (1943), «Фантастическая сюита» (по мотивом «Лесной песни» Л. Украинки, 1944).

### Инструментальные произведения
- «Трио на чувашские темы» для скрипки, виолончели и фортепиано (1933), семь сонат (1917—1971), 24 прелюдии (1968), «Баллада» (1970), «Скерцо» (1971), «Камерная сюита» для виолончели и фортепиано из сочинений Ф. Шопена (1968), для фортепиано — 7 сонат (1917—1929, 7-я — в 1971), пьесы для фортепиано — «Экспромт», «Ноктюрн», «Мазурка» (1974).

### Произведения для хора
- Кантата «Валерий Чкалов» (слова М. Шестерикова, 1952), 3 хора «О Ленине» (на слова В. М. Инбер и собственные, 1970), 3 хора a cappella «Песни о Стеньке Разине» (1972), кантата «Траурный марш» для соло, смешанного хора и фортепиано (1924), «Среди долины ровныя», 3 хора на стихи А. С. Пушкина, «Кремлёвские звёзды», «Над старой стеною», «Балалайка», «Дорожная песня», «Песня моряков», «Выезд богатырей» для смешанного хора без сопровождения (1924—1951), сюита «Песня о городе Горьком».

### Иные произведения
- Обработки русских и чувашских народных песен, более 50 романсов (на слова Ф. И. Тютчева, А. С. Пушкина, А. А. Блока и др.), ряд патриотических песен, написанных в годы войны, педагогические пьесы (1954), оформлено около 400 драматических спектаклей и радиопостановок.

## Память
- О композиторе сняты фильмы: Горьковского телевидения «Жизнь моя — музыка» (1975), Центрального телевидения «Композитор Александр Касьянов» (творческое объединение «Экран», 1977).
- В 1976 году вышел подготовленный на Центральном телевидении фильм «Романсы Балакирева» с участием А. А. Касьянова (композитор рассказывал о М. А. Балакиреве и его романсах)
- О А. А. Касьянове печатались многочисленные статьи в газетах, журналах, таких как «Советский Союз», «Советская музыка», «Музыкальная жизнь», «Огонёк»[3].
- Именем композитора названа улица в Нижнем Новгороде.
- В 2012 году именем А. А. Касьянова была названа Детская школа искусств № 6 Нижнего Новгорода.